# Distrito rural de Esfandar
O distrito rural de Esfandar (em persa: دهستان اسفندار) localiza-se no distrito Central, da província de Yazd, no Irã. No censo de 2006, sua população era de 3 824 habitantes, em 1 086 famílias. O distrito rural possui dezesseis aldeias.